# Muïzz-ad-Din Sanjar-Xah
Muizz al-Din Sandjar Shah fou emir zengita de Jazirat ibn Úmar. Va rebre el feu del seu pare Sayf-ad-Din Ghazi II (1170-1180) en compensació perquè havia nomenat hereu de Mossul al seu propi germà Izz-ad-Din Massud I.
Va pujar al govern amb 12 anys el 1180. Va governar 28 anys fins que fou assassinat el 1208. El va succeir el seu fill Muizz al-Din Mahmud.